# Wharton School
Wharton School er University of Pennsylvanias business school. Skolen blev grundlagt i 1881, og anses for at være en af verdens allerbedste skoler af sin art. Wharton placeres således konsekvent i toppen, når der foretages internationale rangeringer af universiteter.